# Intelsat 12
Intelsat 12 (alte Bezeichnungen: Europe*Star 1, PanAmSat 12) ist ein Fernsehsatellit des Satellitenbetreibers PanAmSat. 
Er wurde am 29. Oktober 2000 mit einer Ariane 4-Trägerrakete ins All befördert. Es war der 100. Ariane-4-Flug vom Centre Spatial Guyanais.

## Empfang
Der Satellit kann in Europa (vertikale Transponder), Indien, Südafrika, Südostasien und dem Nahen Osten empfangen werden. Die Übertragung erfolgt im Ku-Band.